# Quinn Sullivan
Quinn Sullivan (New Bedford, 26 de Março de 1999) é um guitarrista norte-americano de blues.